# Есенски, Геза
Геза Есенски (венг. Jeszenszky Géza; род. 10 ноября 1941, Будапешт) — венгерский историк, профессор университета, политик и дипломат. С 1990 по 1994 год он являлся министром иностранных дел в кабинете Анталла, с 1998 по 2002 год — послом Венгрии в Вашингтоне, а с 2011 по 2014 год — в Норвегии и Исландии.

## Происхождение
Он появился на свет в Будапеште под именем Геза Есенски де Надьесен (венг. Jeszenszky Géza, nagyjeszeni). Его семья, Есенски, происходила из знатного рода, корни которого лежали в комитате Турок (ныне это словацкий Турец). Отцом его отца был Геза Есенски-старший, занимавшийся юриспруденцией. Тот в свою очередь женился на Йолан Пучли, дочери известного борца за независимость, активно участвовавшего в событиях 1848 года — Яноша Пучли. Их наследником был Золтан Есенски (1895—1986), сделавший карьеру в банковской сфере.
По линии матери, его дедом был Янош Мишкольци-Шимон. Он участвовал в военных действиях Первой мировой войны и погиб под Лембергом (современный украинский Львов) в 1914 году. Янош женился на Шаролте Ковач, посвятившей себя преподаванию музыки, в том числе игре на фортепиано. Их общим ребенком была Палма Мишкольци-Шимон (дата рождения — 1910 год), которая, как и ее мать, связала свою жизнь с фортепиано, став пианисткой.

## Образование
Геза Есенски получил образование, пройдя начальную и среднюю школу в Будапеште. Его наставником и учителем истории был Йожеф Анталл. После событий 1956 года, связанных с празднованием Венгерской революции, его класс на два года был лишен возможности поступить в высшие учебные заведения. С 1961 по 1966 год он продолжил обучение, выбрав факультет гуманитарных наук в Университете имени Лоранда Этвёша.

## Карьера
В возрасте 15 лет он принял участие в событиях 1956 года, будучи безоружным. Позже, уже будучи профессором, он регулярно публиковал материалы в подпольных изданиях, критикуя марксизм и позицию Венгерской социалистической рабочей партии.
В 1987 году он участвовал в собрании в Лакителеке, где, объединившись с оппозиционными политиками и государственными деятелями, выступил одним из основателей Венгерского демократического форума. С 1988 по 1990 год он занимал должность председателя Комитета по иностранным делам новой партии. Венгерский демократический форум одержал победу на первых парламентских выборах в Венгрии, и Йожеф Анталл, бывший учитель политика, назначил его министром иностранных дел.
За время работы в должности он внес существенный вклад в расформирование Организации Варшавского договора и вывод советских войск с венгерской территории. Венгрия вступила в Совет Европы, Вышеградскую группу и Центральноевропейскую инициативу, а также присоединилась к соглашению об ассоциации с Европейским сообществом. Он инициировал процесс интеграции в евроатлантические структуры, который увенчался успехом (в 1999 и 2004 годах).
На выборах 1994 года он получил мандат депутата Национального собрания, а Венгерский демократический форум перешёл в оппозицию. В 1995 году он стал президентом Венгерского Атлантического совета. В период с 1998 по 2002 год он служил послом Венгрии в Соединенных Штатах, обладая чрезвычайными полномочиями.
В сентябре 2002 года он вернулся к преподавательской деятельности в Будапештском университете экономики и государственных наук. Он также читал лекции в качестве приглашенного профессора в Европейском колледже в Натолине и в Университете Бабеша-Бойяи в Клуж-Напоке.

## Работы
- The Outlines of the History of International Relations in the 20th Century, Közgazdasági Továbbképző Intézet, Budapest, 1984.
- Az elveszett presztízs. Magyarország megítélésének megváltozása Nagy-Britanniában, 1894—1918, Magvető Kiadó, Budapest, 1986, ISBN 963-14-0653-9
- Az elveszett presztízs. Magyarország megítélésének megváltozása Nagy-Britanniában, 1894—1918, Magyar Szemle Alapítvány, Budapest, 1994, ISBN 963-85171-0-7
- The New (Post-Communist) Europe and Its Ethnic Problems, Kairosz, Budapest, 2005.
- A politikus Antall József — az európai úton. Tanulmányok, esszék, emlékezések a kortársaktól, (co-editor along with Károly Kapronczay and Szilárd Biernaczky), Mundus Magyar Egyetemi Kiadó, Budapest, 2006.
- «Lost Prestige: Hungary’s Changing Image in Britain 1894—1918». Helena History Press, Reno NV USA, 2020,ISBN 978-1-943596-17-1